# NAIRI: Tower of Shirin
『NAIRI: Tower of Shirin』は、オランダのインディーゲームスタジオHomeBearStudioが開発したアドベンチャーゲーム。SteamとNintendo Switch用のソフトとして2018年11月29日に発売された。

## 概要
周りを砂漠で囲まれた王国・シリンを舞台にした物語で、主人公の少女・ナイリが様々な出会いや国の象徴的な塔「ソルーナタワー」にまつわる不思議な出来事を経験する様が描かれている。作品の中では、ナイリなどの人間の他に擬人化された動物たちが多く登場し、共生している。
開発元のHomeBearStudioは2016年7月に設立されたスタジオで、本作が同スタジオの処女作となる。2016年10月3日から11月2日の期間にはKickstarterを通じたクラウドファンディングが実施され、8253ユーロの開発資金が集まった。
作品内のグラフィックは全編にわたり児童書のような可愛らしい絵柄が用いられているが、一方で物語の一部にはシリアスな展開が含まれている。こうした作風は、実写映画『エアベンダー』やアニメ映画『トイ・ストーリー』『千と千尋の神隠し』などから影響を受けたとしている。
本作の物語は、重大な局面を迎える段階で未完のまま終了する（いわゆるクリフハンガー）。開発者のJoshua van Kuilenburgは2016年時点のインタビューにおいてNAIRIの物語が4つの章で構成されていることや物語の一部を追加コンテンツとして配信する可能性について言及している。2020年5月6日付のHomeBearStudio公式Twitter等では、続編となる『NAIRI: Rising Tide』を2021年に発売予定であることがアナウンスされた。

## システム
本作のシステムは、画面上に描かれている様々なものに対してカーソルを合わせクリックするか画面に直接タッチするかによってゲームを進めていくポイント・アンド・クリック方式を採用している。人物を選択することで会話し、画面端の選択で場所を移動、一部の物を選択すると冒険で活用するアイテムとして取得する。アイテムは目的の個所までドラッグすることで使用できるほか、一部アイテムを他のアイテム上にドラッグすることで新たなアイテムを作り出せる場合もある。
ゲームの要所では謎解きを行う場面があり、所持アイテムの使用などにより答えを導くことになる。物語の途中で仲間になるレックスから受け取る手帳には、謎解き要素のヒントが随時追加される。

## 主な登場人物
特記のない人物は人間の姿をしている。
ナイリ (Nairi)
王国の上流地区（富裕層の居住地区）出身の少女。
父親の教育方針により屋外にほとんど出ることなく育つ。幼少期から王国の歴史を学び知識を蓄えているが、王国の現状には疎い。
両親が王室護衛隊に突如連れ去られて収監され自らにも危険が及んだため、周囲の手引を受けて輸送貨物に紛れ、地区から脱出する。
物語の序盤では後ろ髪を腰ほどまで伸ばしているが、両親の捜索を決意した際、王室護衛隊の目を欺くため肩上の長さまで切る。
アシーム (Asim)
砂漠地帯で活動する盗賊団のボス。ネコ。
輸送中のナイリを発見し身代金目的で監禁するが、のちに心変わりし、ナイリを団に迎え入れ共にしばらく生活することになる。
レックス (Rex)
王国の貧困地区（貧困層の居住地区）にある酒場「ワイルドダック」で暮らす歴史学者。ネズミ。
かつては王国のザカート地区を拠点とするギャング団「ザカートギャング」のボスだったが、身を引く際に部下が反乱を起こし、同輩だったアシームの手助けを受け逃走した。
ナイリが身につけているネックレスと引き換えに協力を約束して同行し、ナイリに様々なアドバイスを送る。
エズマ (Esma)
王国のバティール地区を牛耳る「バティールギャング」の女ボス。トカゲ。
二人の部下・カンとローラを従えてバザーへ出向き、威圧した商売人の怯えた表情を見て悦に入るという悪趣味の持主。
ザカート地区への潜入を目指すナイリたちの依頼に対し、ソルーナタワー周辺にあるという遺宝の捜索を要求する。
サヨ (Sayo)
エズマの部下として活動するスパイの少女。
エズマからの指示を受けてナイリたちに同行し、ザカート地区で遺宝に関する聞き込みを行う。ナイリと同年代だが、ナイリのことを子供扱いする。
カリーム (Karim)
ザカートギャングのボス。イヌまたはオオカミ。
レックスの脱退劇に乗じてギャング団を掌握しボスの座に就いた。団の威信を低下させた「裏切り者」のレックスに怨念を抱き、バティールギャングと手を組んで罠にはめる。
シロ (Shiro)
白い仮面を被り暗躍する男。その姿から「ホワイトマスク」とも呼ばれる。
自身で「罪人」と判断した人々の誘拐・監禁を繰り返している。ナイリとレックスのことも一時監禁するが、一方で、真意不明ながらレックスの窮地を救いナイリに手を貸す行動も見せる。
王国の機関「ソル協議会」の会長の息子だが家族に見捨てられ、路頭に迷っていたところを後述のヘッサらに拾われ共同生活を送っている。
ヘッサ (Hessa)
白い仮面を被り暗躍する女。キツネ。
シロと共に誘拐行為を行い、監禁した人々に催眠術を掛け自らが信仰するソルーナ教の教義を植え付けている。
バティールギャングの仕打ちにより両親の命と自身の右腕を失ったが、その痛みを自身の能力に転化している。情緒不安定な一面を持つ。